# Corteo bacchico
Il corteo bacchico si formava durante il baccanale, una festività romana - ma di origine greca - che si celebrava a sfondo propiziatorio, alla semina e alla raccolta delle messi. Divenne poi una festa orgiastica, al tempo della vendemmia.

## Descrizione
Il baccanale era un culto misterico, ossia riservato a soli iniziati: cioè i sileni e le baccanti o menadi, che cadevano in preda a frenesia estatica e si sentivano invasate dal dio. Con il nome Sileno si indicava un satiro anziano e barbuto. Si narrava che il saggio Sileno, dopo aver educato Dioniso giovinetto, si era abbandonato al vizio del bere, per cui veniva sempre rappresentato ubriaco.
Rappresentare in pittura la scena del corteo bacchico o tiaso bacchico, con il vecchio Sileno in groppa a un asino e con Bacco (o Sileno) ubriaco e trasportato a braccia da satiri, con la presenza di leonesse o di leopardi, con menadi che danzano e suonano tamburelli e piatti, tornò di moda nel Rinascimento. La rappresentazione di Bacco o di Sileno che con il ventre gonfio incede a fatica, sostenuto da due o da quattro satiri, era presente in altorilievi, in dipinti parietali, anche in cammei di epoca romana. Marcantonio Raimondi, nella sua incisione Baccanale, probabilmente misse insieme figure che vide in diverse raffigurazioni d'epoca romana. A questa sua incisione sono riferibili successive rappresentazioni del corteo bacchico. Secondo l'estro del pittore, alla raffigurazione del corteo bacchico furono aggiunti amorini e satirelli, paesaggi con vigneti, botti coppe e boccali, caproni e anche il carro con Bacco e Arianna.

## Rappresentazioni delcorteo bacchico
| | |          |       |  |
| Autore e titolo | Descrizione | Immagine |       |  |
| Sarcofago romano con Bacco su carro trainato da pantere                                                                               | Nell'altorilievo sono rappresentati Bacco sopra il carro trainato da pantere, Sileno a cavalcioni di un asino con un cesto di uva, Menadi che danzano suonando piffero, piatti e tamburello e Pan con la siringa. Roma Galleria Doria Pamphilj |          |       |  |
| Sarcofago romano con Sileno e satiri                                                                                                  | Frammento di sarcofago con Sileno e satiri, 150 dC. circa (Palazzo dei musei, a Modena) |          |       |  |
| Scena bacchica, I-II secolo d.C. | Bacco e Satiri, in un'opera greco-buddista di Gandhāra |          | [ 1 ] |  |
| Sarcofago romano con Dioniso ebro, Satiri e Menadi. 150-200 dC. circa                                                                 | Dioniso, Menadi suonatrici di pifferi e di piatti, Satiro che trasporta il vaso di vino per il culto |          | [ 2 ] |  |
| Sarcofago romano con scena di culto dionisiaco                                                                                        | Sul sarcofago è rappresentato un baccanale a rilievo. Al centro ci sono Dioniso ebbro, sostenuto da due giovani Satiri con intorno Menadi danzanti, Panischi e Panische intenti a giochi sessuali e un Satiro che porta la cista mistica. A sinistra una figura femminile dormiente, forse Arianna, davanti ad un santuario dal quale esce il dio Pan |          | [ 3 ] |  |
| Il Grande piatto del Tesoro di Mildenhall                                                                                             | Il Grande piatto, in argento, del IV secolo d.C., del tesoro di Mildenhall. Al centro Nettuno, su parte del bordo un corteo bacchico (British Museum) |          |       |  |
| Marcantonio Raimondi, Baccanale | Baccanale con Sileno portato a braccia da due Baccanti, a destra una donna sdraiata e un'altra davanti alla statua di Priapo, altre figure (Metropolitan Museum) |          | [ 4 ] |  |
| Niccolò Pellipario, piatto in ceramica con satiri che portano Sileno                                                                  | Niccolò Pellipario, piatto di ceramica con Satiri che portano il vecchio Sileno ubriaco, preceduti da una Menade con un cesto d'uva in testa. Un Satiro versa da bere da un otre. A fianco una leonessa e sullo sfondo un tempio (Metropolitan Museum)                                                                                                |          | [ 5 ] |  |
| Niccolò Pellipario, coppa con Sileno ebbro                                                                                            | Niccolò Pellipario, coppa con Sileno ebbro, sullo sfondo un paesaggio con una città e un fiume (Metropolitan Museum) |          | [ 6 ] |  |
| Agostino Veneziano, Corteo di Bacco, 1530-1531                                                                                        | Veneziano, Corteo di Bacco (National Library of Brazil) |          | [ 7 ] |  |
| Prospero Fontana e aiuti, Affreschi del porticato di Villa Giulia (destra), sovrapporta. Bacco portato a spalle, 1552-1553            | Nel corteo, Bacco giovane è portato a spalle da Satiri; una Baccante gli versa in bocca il vino, spillato da un otre che è trasportato da un Satiro; un'altra Baccante suona i crotali; una terza Baccante precede con in testa un cesto di uva; in primo pieno una leonessa. Sullo sfondo si vede una città                                          |          |       |  |
| Prospero Fontana e aiuti, Affreschi del porticato di Villa Giulia (sinistra), sovrapporta, affresco con Sileno sul caprone, 1552-1553 | Sileno cavalca il caprone, di spalle, accompagnato da Pan e da Satiri. Sullo sfondo, un vigneto |          |       |  |
| Pietro da Cortona, Trionfo della Religione e della Spiritualità                                                                       | Pietro da Cortona, Trionfo della Divina Provvidenza, Trionfo della Religione e della Spiritualità e Il Sileno |          | [ 8 ] |  |
| Cornelis Bisschop, Scena bacchica, olio su tela                                                                                       | Il giovane Dioniso, sul caprone guidato da Satiri |          | [ 9 ] |  |